# 야로친군

비엘코폴스카주 지도에 표시된 야로친군의 위치

야로친군(폴란드어: powiat jarociński)은 폴란드 비엘코폴스카주에 위치한 군으로 군청 소재지는 야로친이며 면적은 587.7km2, 인구는 70,390명(2006년 기준), 인구 밀도는 120명/km2이다.
북쪽으로는 시로다군, 브제시니아군, 동쪽으로는 플레셰프군, 남쪽으로는 크로토신군, 서쪽으로는 고스틴군, 시렘군과 접한다. 4개 지방 자치체(2개 도시형 농촌, 2개 농촌)를 관할한다.

군기
군 문장